# Greco Guitars
Greco (Japonês: グレコ Gureko) é uma marca de guitarra elétrica produzida pela Kanda Shokai 神田商会. A Kanda Shokai (Shokai significa companhia de negócios) é um atacadista de instrumentos musicais conhecido principalmente por ter sido parte da Fender Japan.

## História
A Kanda Shokai foi estabelecida em 1948 e a marca Greco iniciou em 1960.
 Não foi até 1966/1967 que a Kanda Shokai começou a comercializar modelos Greco estilo Telecaster. A Kanda Shokai de início utilizou o nome da marca Greco para os modelos de corpo sólido e o nome da marca Canda para os modelos acústicos, que era baseado no nome da companhia Kanda (Canda). Também no meio/final dos anos 60, a Kanda Shokai exportou algumas guitarras com a marca Greco baseadas nos designs da Hagström e EKO para a Avnet/Goya nos USA, e essas guitarras foram feitas pelas fábricas FujiGen e Matsumoku (e possivelmente a Teisco), e eram muito similares às guitarras Ibanez dos anos 60 baseadas nos designs da Hagström e EKO. A Kanda Shokai também comercializou alguns designs originais no final dos anos 60, incluindo as guitarras semiacústicas Greco "Shrike" que eram importadas e comercializadas inicialmente pela Goya e depois pela Kustom. O modelo "Shrike" era incomum, pois possuía um par de estranhos captadores bumerangue em formato "L". Esses captadores em formato "bumerangue" predatam os Gibson Flying V2 em formato "bumerangue" por mais de 10 anos.
No início dos anos 70, a Kanda Shokai ofereceu modelos Greco estilo Gibson com braços parafusados, que eram muito similares aos modelos da Ibanez estilo Gibson da mesma época, e a maioria desses modelos possuía um logo Greco que parecia mais com "Gneco". Do meio ao final dos anos 70 a maioria desses modelos Greco estilo Gibson eram fabricados com braço colado e headstock com design de livro aberto, como nas Gibson. Alguns outros modelos Greco estilo Gibson dos anos 70 possuíam um design de headstock diferente (mais no estilo do headstock da Guild) que tinha um logo Greco com letras do mesmo tamanho.
Iniciando no final de 1979 as séries "Super Real" foram introduzidas, que eram cópias de alto padrão dos modelos Gibson e Fender. Em 1982 as séries "Mint Collection" foram introduzidas, que continuaram o alto padrão das "Super Real Series". Em 1982 a Kanda Shokai e a Yamano Gakki se tornaram parte da Fender Japan, e a Kanda Shokai parou de produzir seus modelos Greco cópia da Fender. Desde o término das cópias da Greco com headstock estilo livro aberto da Gibson no começo dos anos 90, a Kanda Shokai produziu vários modelos utilizando a marca Greco, como as "Mirage Series" (similares às Ibanez Iceman), várias cópias da Gibson (sem utilizar o design de livro aberto no headstock), baixos Violin (VB), guitarras Zemaitis e também vários outros modelos.
Alguns guitarristas notáveis que usaram guitarras Greco são Ace Frehley, que usou cópias Greco Les Paul quando a banda Kiss esteve em turnê no Japão e Elliot Easton da The Cars.

### Guitarras elétricas
A Greco anunciou muitos modelos diferentes ao logno dos anos, e esta é uma lista de alguns dos modelos mais comuns.
Modelos estilo Gibson
- EGF - Modelos Les Paul Flametop.

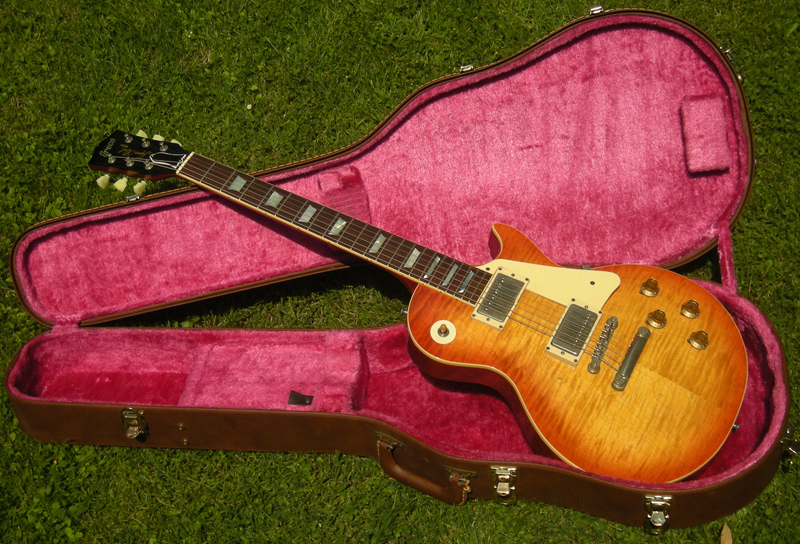
Greco Super Real EGF1200

- EG - Modelos Les Paul. (O número depois de EG corresponde ao ano em que o modelo é baseado, e.g.: 59 = uma Les Paul 1959)
- EGC - Modelos Les Paul Custom.
- PC, RR, JS - Modelos Les Paul Custom (Phil Collen, Randy Rhoads, John Sykes).
- EJR - Modelos Les Paul Junior.
- EGS - Modelos Les Paul Special.
- SS - Modelos SG.
- JP - Modelo SG (Glenn Tipton Judas Priest).
- FV - Modelos Flying V.
- MSV - Modelo Flying V (Michael Schenker).
- FB - Modelos Firebird.
- TB - Modelos de baixo Thunderbird.
- EB - Modelos de baixo EB-3.
- MM ou MG - Modelos Melody Maker.
- SA - Modelos ES-335/ES-345/ES-355.
- FA - Modelos ES-175.
- L - Modelos L-5.

Modelos estilo Fender
- SE - Modelos Stratocaster.
- TL - Modelos Telecaster.
- JM - Modelos Jazzmaster.
- JG - Modelos Jaguar.
- JB - Modelos Jazz Bass.
- PB - Modelos Precision Bass.

Outros modelos
- 975 - Greco modelo "Shrike" com captadores em formato "L" bumerangue. Corpo semiacústico fino.
- M - Greco modelos Mirage/Ibanez Iceman. Também outros modelos Greco/Ibanez, tais como a Flying V Korina 58 e Modern, inclusive.

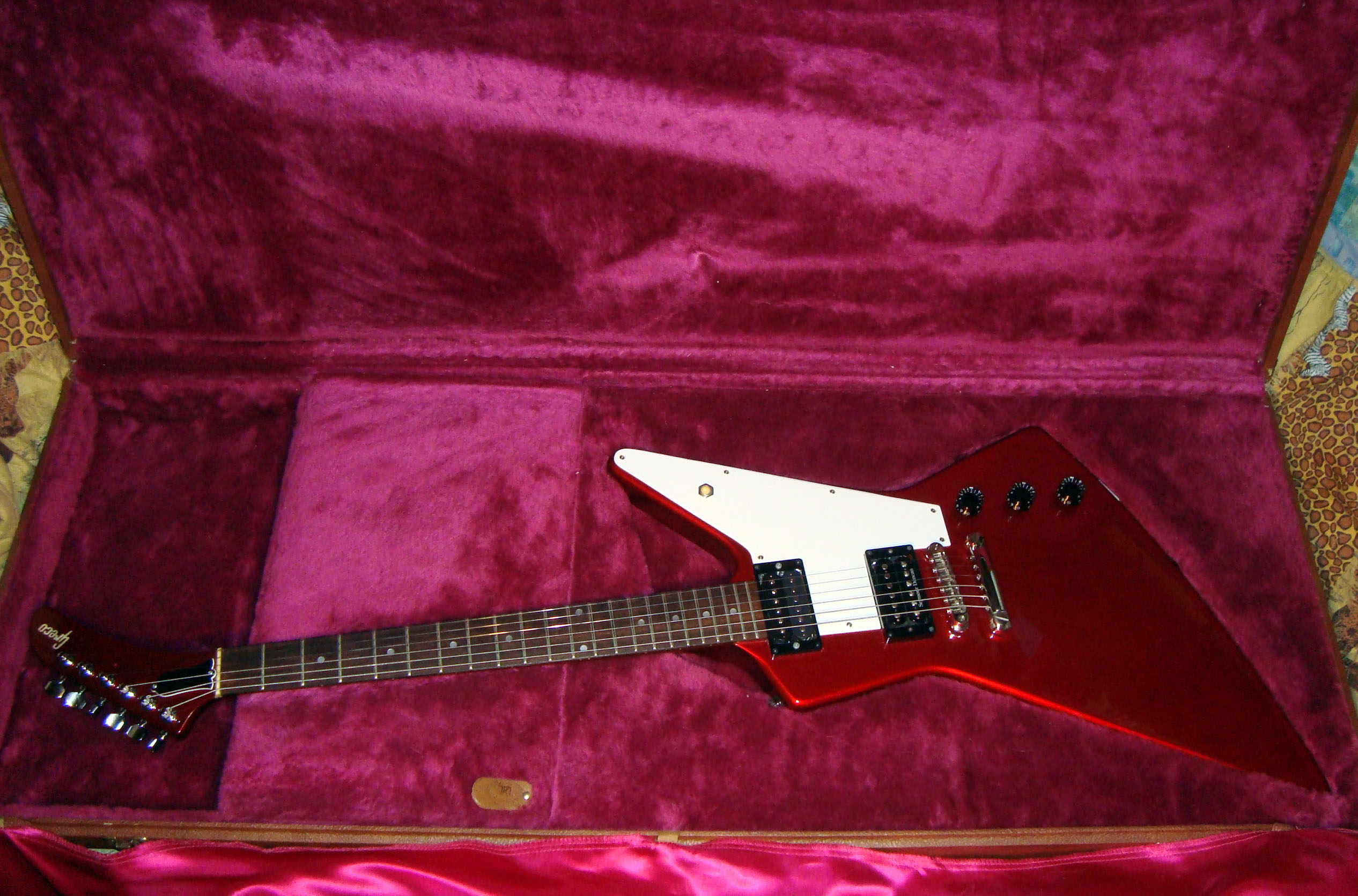
Greco Explorer (EX-800)

- EX - Modelos Greco/Ibanez Explorer (Destroyer) que foram utilizadas por Eddie Van Halen. A Greco Destroyer utilizava captadores U-2000 e a Ibanez Destroyer utilizava os captadores Super 70.
- BM - Modelos baseados na Brian May.
- RG - Modelos baseados nas Rickenbacker.
- RB - Modelos de baixos baseados nos Rickenbacker.
- VB - Modelos de baixo Violin.
- RJ - Modelos baseados nas Gretsch.
- WF - Modelos baseados nas Gretsch.
- AP - Modelos baseados nas guitarras Dan Armstrong (Ampeg).
- GO - Modelos de guitarras "Neck Through". A guitarra synth Greco/Roland G-808 é extremamente semelhante ao modelo GO1000.
- MR e MX - Modelos Mick Ralphs. Estes foram os precursores dos modelos Ibanez Artist.
- BG - Modelos baseados nas Boogie Fender.
- N e *S - Modelos Gibson ES-175 natural e sunburst, que foram produzidos na primeira metade dos anos 70, antes das séries FA.
- GR - Roland Corporation (ou Fuji-Roland) em parceria com a Greco para produzir a sua linha GR de controladores de sintetizadores de guitarras de 24 pinos, os modelos G-202, G-303, G-505 e G-808, utilizados para controlar os modelos de sintetizadores de guitarras GR-500, GR-300, GR-100, GR-700 e GM-70. A fabricante do modelo G-707 não é clara.

## Linha do tempo

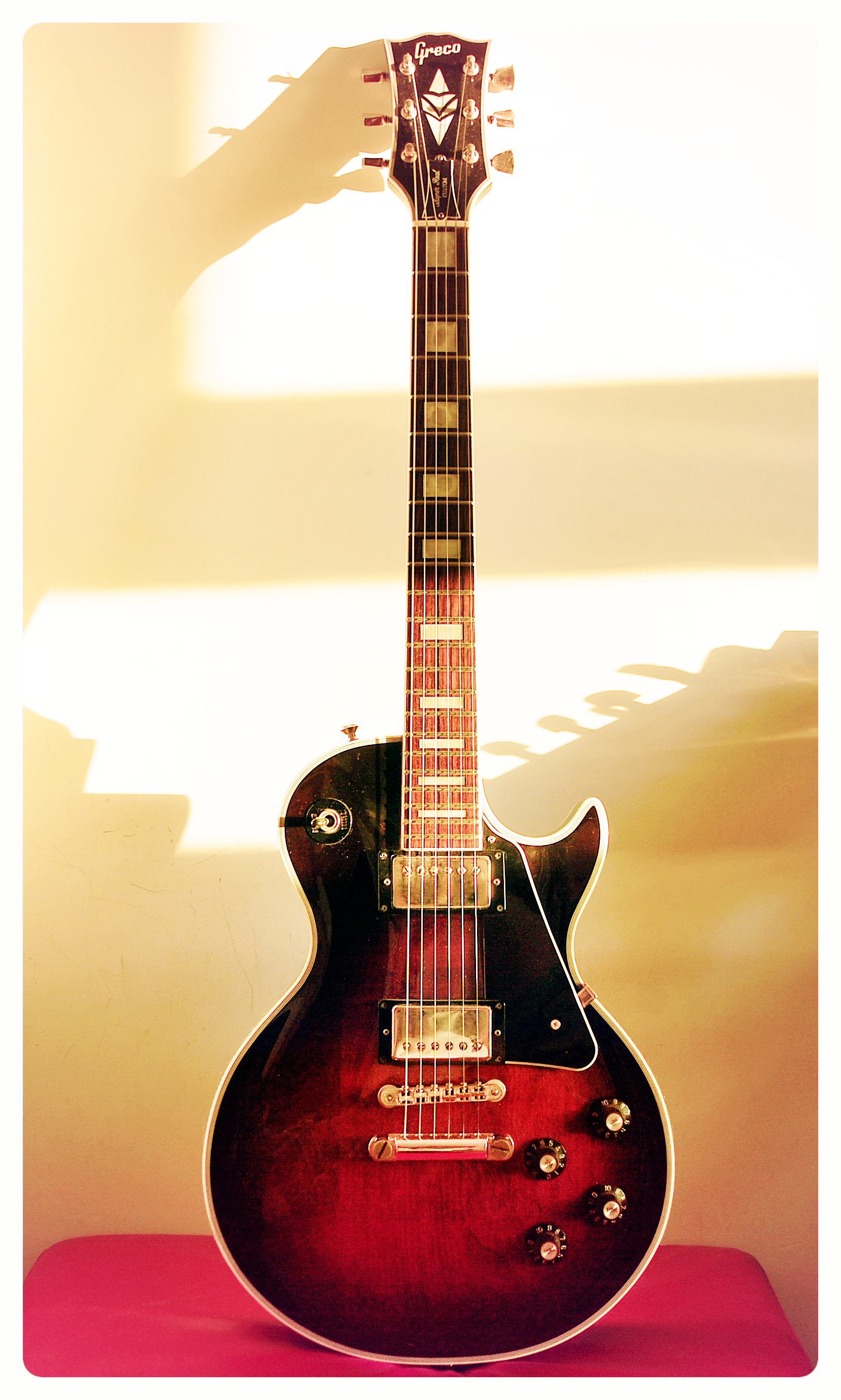
1982 Greco Super Real EGC68.

1960–1961FujiGen, uma fabricante inicial da Greco, foi estabelecida em Matsumoto por Yutaka Mimura e Yuichiro Yokouchi em 4 de maio de 1960, e começou a manufaturar as guitarras clássicas para a Kanda Shokai e Kamano Gakki. Em 1961, com o grande auxílio técnico de Anthony George, um comprador das lojas de instrumentos St. George em Hollywood e Nova Iorque, a qualidade de produção da FujiGen foi dramaticamente melhorada, e ela começou a exportar as suas guitarras.
1962–1968A FujiGen começou a manufaturar as guitarras Greco para a Goya Guitars, Inc. em Nova Iorque. No entanto, seus primeiros frágeis headstocks eram, às vezes, quebrados durante transportes longos, e muitas encomendas de lotes inteiros parecem ter sido canceladas. Esse estoque morto era então vendido no Japão pela Kanda Shokai, e esse foi o começo da distribuição das guitarras Greco pela Kanda Shokai.
1965–1970A Hershman Musical Instrument / Goya Guitar Company em Nova Iorque (depois Avnet/Goya, originalmente a distribuidora oficial dos USA da Levin guitar) negociou guitarras acústicas Greco manufaturadas em fábricas europeias. Também, guitarras elétricas manufaturadas no Japão foram vistas no catálogo da Goya ca. 1968.
1967Modelos Greco estilo Telecaster iniciaram.
1968Modelo "Shrike" com captadores em formato "Bumerangue". Distribuídos primeiramente pela Goya e depois pela Kustom. (1968 a 1970)
1969Modelos VB (baixo Beatles Violin) iniciaram.
1970–1972Kustom Electronics em Chanute, Kansas. Principalmente conhecida pela construção de amplificadores, comprou os direitos da distribuição dos USA da Hershman Musical Instrument / Goya Guitar Company
1970Modelos estilo Gibson EG iniciaram com a EG-360, com a maioria dos modelos com braço colado a partir de 1977.
1973Modelos estilo Fender SE iniciaram e os modelos SE-800 foram produzidos de 1976 a 1982. Os modelos SE terminaram em 1982 quando a Kanda Shokai e a Yamano Gakki se tornaram parte da Fender Japan.
1976Captadores gravados "EXCEL" nos modelos SE foram lançados, que eram os captadores top de linha para os modelos SE.
1978Modelos M Mirage (Ibanez Iceman) iniciaram. Modelos EX Explorer (Destroyer) iniciaram. Modelos MR iniciaram e os modelos MX iniciaram em 1979. Terminaram em 1981/1982.
1978Modelos de baixos GO e GOB iniciaram. Terminaram em 1981/1982.
1979Os modelos "Super Real Series" iniciaram no final de 1979. Terminaram em 1982.
1979Modelos GOII iniciaram. Terminaram em 1981/1982.
1980Modelos GOIII iniciaram. Terminaram em 1981/1982.
1982Os modelos "Mint Collection Series" com a letra O aberta no logo Greco iniciaram (uma letra O com a parte de cima removida). A maioria dos modelos da "Mint Collection Series" com a letra O aberta no logo Greco terminaram em 1990. No começo dos anos 90 a maioria das guitarras Greco retornaram ao logo com a letra O fechada, mas existem algumas guitarras com a letra O aberta no logo Greco feitas no começo dos anos 90 também.
Começo dos anos 90 em dianteVários modelos foram produzidos com o design do headstock estilo Ibanez.

## Características dos modelos
Elétrica das primeiras Greco

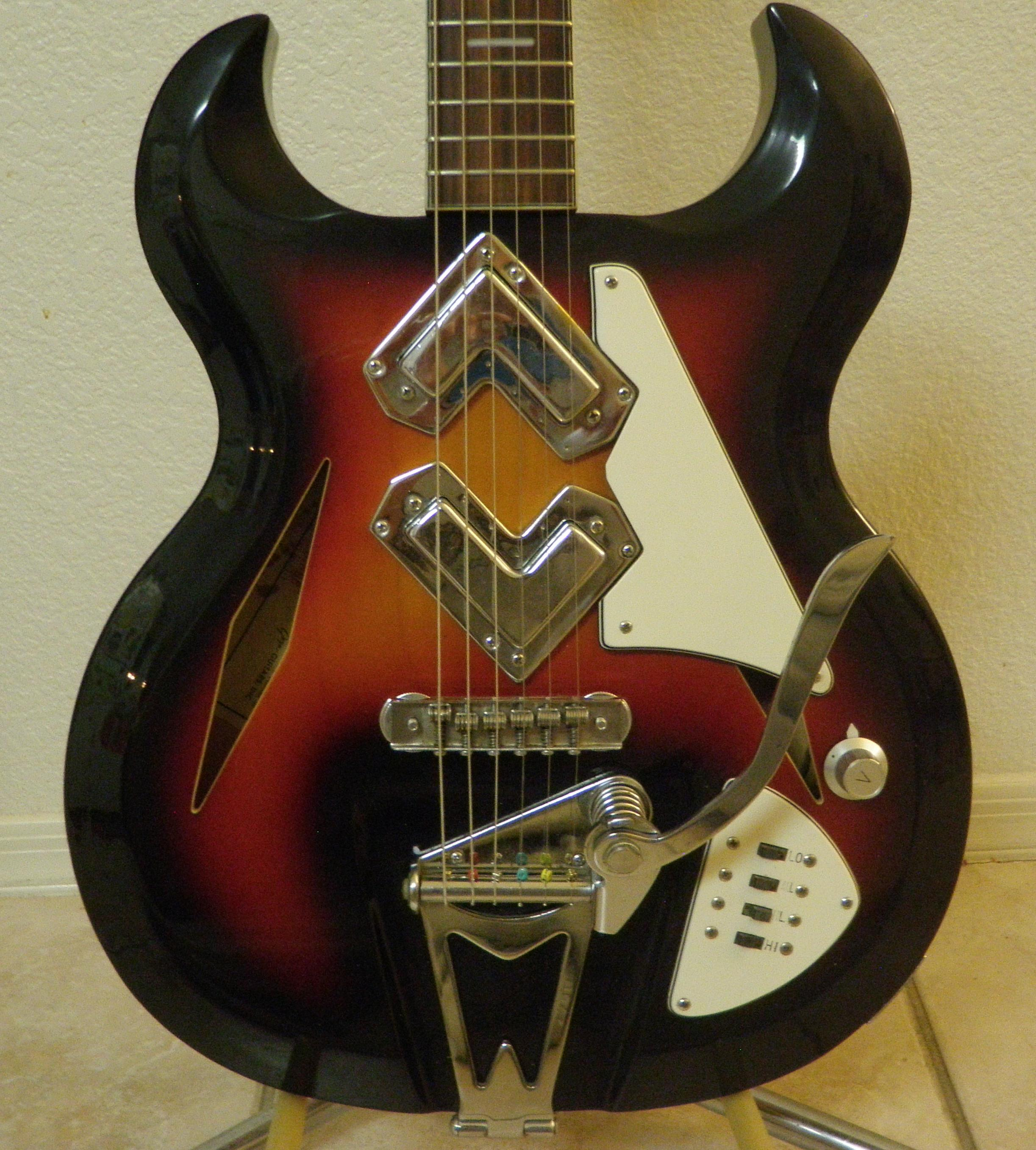
1968 Greco modelo 975 Shrike

As guitarras Greco feitas no Japão eram inicialmente distribuídas nos USA através da Goya e depois pela Kustom (conhecida pelos seus amplificadores). Antes disso, a Goya vendeu guitarras elétricas feitas pela Hagstrom. Entre as guitarras elétricas que a Greco ofereceu durante esse período, estavam duas semiacústicas de corpo fino que eram equipadas com os patenteados captadores “Shrike”. Estes eram os modelos 950 e 975. Uma versão de 12 cordas de ambos os modelos eram disponibilizadas também, e eram nomeadas modelos 960 e 976, respectivamente. Estes modelos com os captadores em formato de Bumerangue “L” de bobinas divididas eram chamados de modelo “Shrike”. Os captadores “Shrike” eram divulgados como capazes de produzir aquele som “Shrike” distinto. As Shrikes possuiam um simples controle de volume e um grupo de chaves deslizantes para controlar os 4 captadores de bobinas divididas nas 2 carcaças em formato L. Então você poderia escolher entre bordões e primas nos captadores. O modelo 975 e seu irmão de 12 cordas, o modelo 976 eram os top de linha das guitarras Grecos importadas em 1968. Estes eram inicialmente disponíveis apenas na versão Shrike, e depois uma versão mais convencional com 2 captadores padrão apareceu. Os modelos com captadores padrão não eram chamados de “Shrike”. Modelos com captadores padrão possuíam os controles comuns de 2 volumes, 2 tones e chave seletora para os dois captadores. Essas são guitarras muito atraentes e bem feitas. Corpos semiacústicos com frisos e braços com frisos. Bocas em formato de diamante, marcação do braço em formato retangular com ajuste do tensor no headstock. As tarraxas são as mesmas das Teisco Spectrum 5 desse período, e a chapa do braço possui o número da patente dos captadores em formato L estampada. O traste zero e o braço fino relembra a Mosrite. O modelo 975 “Shrike” estava a vários graus acima das guitarras japonesas de nível iniciante que inundaram o mercado antes nessa década, mas aos 1970 os modelos estilo 975 se foram, vítimas do declínio da explosão de guitarras dos anos 60. Logo a Greco daria um passo na direção de copiar produtos da Fender e Gibson e conduzir na era das "cópias" chamadas Lawsuit (Ação Judicial) da qual a Greco e a Tokai são tão bem conhecidas.
Era das "cópias" Lawsuit
As cópias Fender da Greco do começo dos anos 70 e início dos anos 80 são similares às primeiras guitarras Fender Japan, como a Kanda Shokai possui a marca Greco e também era parte da Fender Japan. As cópias Fender da Greco feitas pela Matsumoku possuem "Matsumoku" estampado na chapa do braço e as outras cópias Fender da Greco foram feitas pela Fuji-Gen Gakki. A maioria dos modelos Greco incluíram o preço original de venda em Ienes Japoneses 円 no número do modelo (EGF-1800 = 180000 Ienes; EJR54-50 = 50000 Ienes). As "Super Real Series" datam do final de 1979 a 1982, e as "Mint Collection Series" com logo com a letra O aberta datam de 1982 ao começo dos anos 90. As "Mint Collection Series" possuem uma letra O aberta no logo Greco (uma letra O sem a parte de cima) e as "Super Real Series" usualmente possuem uma letra O fechada no seu logo Greco. Nos modelos “Super Real” a sigla era seguida do número que indicava o preço do instrumento, com a letra C no final indicando caso fosse um modelo Custom (EG-600C = Les Paul Custom, 60000 Ienes), ou sem no caso de um modelo Standard (EG-600 = Les Paul Standard, 60000 Ienes). Nos modelos “Mint Collection” a sigla vem seguida do número que indica de qual ano é a cópia, e depois do hífen o valor (EJR54-50 = Les Paul Junior 1954, 50000 Ienes), com a indicação de modelo Custom já na sigla (EGC57-60 = Les Paul Custom 1957, 60000 Ienes). A unidade de indicação de preço utilizava uma casa decimal a menos na série “Mint Collection”, assim, um modelo EGF-1200 “Super Real” custava o mesmo preço de um modelo EG58-120 “Mint Collection”.
A fábrica de guitarras Fuji-Gen Gakki era a principal fabricante das guitarras Greco nos anos 70 e 80 . A Fuji-Gen Gakki obteve uma fresadora CNC em meados de 1981 para produzir partes de guitarras e também começou a produzir seus próprios captadores, iniciando no final de 1981 . Captadores feitos na fresadora Fuji-Gen Gakki e na Fuji-Gen Gakki eram utilizados para os modelos das séries "Super Real" e "Mint Collection" iniciando em 1981 até o começo dos anos 90. Até 1981/1982, captadores feitos pela Nisshin Onpa (Maxon Effects) eram utilizados nas guitarras Greco, incluindo a série "Super Real", e as guitarras eram feitas em um estilo mais luthier, sem máquinas CNC envolvidas na produção. As fábricas de guitarras Cor-Tek e Tokai eram também utilizadas para fabricar alguns modelos Greco, pelo fato da FujiGen não ser capaz de fabricar alguns modelos Grecos mais baratos no começo dos anos 80.
Há também alguns modelos de transição da Greco de 1981/1982 que possuem uma mistura de características das séries "Super Real" e "Mint Collection", tais quais modelos "Super Real" com uma letra O aberta no logo Greco ao invés de uma letra O fechada. Os modelos das séries Super Real EGF (flametop) e EG de alto nível apresentam acabamento em verniz nitrocelulose e frisos sobre os trastes, e alguns dos modelos Super Real de nível mais baixo apresentam também frisos sobre os trastes.
Junções de braços coladas medium tenon com reforço de cavilha eram utilizadas até 1981, e espiga padrão Gibson (long e medium tenon) foram utilizadas depois de 1981. As junções medium tenon com reforço de cavilha eram muito similares às junções long tenon da Gibson que eram utilizadas no começo dos anos 70, antes da Gibson começar a utilizar uma junção short tenon (espiga curta). Alguns modelos Greco apresentavam design de corpo "chambered" (câmaras, não sólido) até o começo dos ano 80, que pesavam menos que um modelos regular de corpo sólido e também tinha uma qualidade levemente semiacústica. Alguns dos modelos atuais da Gibson também utilizam corpos com câmaras (chambered), como a Gibson Les Paul Supreme.
Algumas guitarras Greco Les Paul até 1982 possuiam corpo laminado estilo pancake (panqueca), e eram baseadas nas guitarras Gibson Les Paul laminadas similares dos anos 70. As Greco Les Paul mais baratas às vezes apresentavam madeiras diferentes da tradicional combinação de maple e mogno. Até 1980 as Greco Les Paul mais baratas como o modelo EG450 possuiam corpo em bétula (Birch). As Les Paul Super Real e Super Power mais baratas, como os modelos EG450 e EG480 do final de 1979 a 1982 possuem tampo em Sycamore.
Os modelos EGF-1800 (flametop), EGF-1200 (flametop) e EG-1000C (custom) dos catálogos de 1980 e 1981 (inclusive os modelos do começo de 1982) apresentavam captadores "Dry Z" estilo PAF feitos pela Nisshin Onpa (Maxon Effects). O tipo de captador varia dependendo do preço original de venda das guitarras, e os captadores "Dry-Z" da Nisshin Onpa (Maxon) ou "Dry 82" da Fuji-Gen Gakki eram reservados para os modelos top de linha. Os modelos mais básicos, como as EG-500, costumavam ter tampo em 3 peças de maple, enquanto os modelos de alto nível geralmente utilizavam 2 peças de maple no tampo. Modelos "Mint Collection" com a letra K depois da designação do preço (e.g. PC-98K) vinham com ponte Kahler flutuante instalada de fábrica.
As características da série "Mint Collection Series" variam de acordo com o preço, com alguns dos modelos de mais alto nível, como o modelo EG58-120, possuindo a maioria das características dos modelos mais altos da série "Super Real". A maioria dos modelos da série "Mint Collection" possui junção do braço long tenon, mas alguns possuem junções medium long tenon. Há também alguns modelos "Super Sound", "Super Power" e "Rock Spirits" de cópias Greco da Gibson feitos também. Os modelos "Super Sound" eram tabelados entre os modelos dos anos "Super Real" (final de 1979-1982) e dos modelos "Super Power", que eram modelos de baixo custo dos anos "Super Real" (final de 1979-1982). Os modelos "Rock Spirits" eram de baixo custo entre 1983 e começo dos anos 90.

## Números de série
As guitarras Greco foram fabricadas pela Matsumoku, Fuji-Gen Gakki , Dyna Gakki , entre outras.
As Greco cópias da Gibson começaram a utilizar números de série em torno de 1975, e modelos pré 1975 possuiam um logo Greco que parecia mais com "Gneco".
Do meio dos anos 70 até o meio dos anos 90, os modelos da Greco utilizaram, na sua maioria, 2 formatos de número de série para os modelos não acústicos.
O primeiro formato é MAAPPPP.
- M = mês de produção (A=Janeiro B=Fevereiro... K=Novembro L=Dezembro).
- AA = Ano (79=1979).
- PPPP = número de produção.

O segundo formato é APPPP.
- A = ano (9=1979 0=1980 ou 1990).
- PPPP = número de produção.

Algumas vezes uma letra de mês é utilizada em um formato MAPPPP.
Até o meio dos anos 90, modelos da Greco utilizaram alguns outros sistemas de numeração também.
A maioria das cópias Gibson da Greco com headstock com design de livro aberto foram fabricadas pela FujiGen Gakki. Algumas cópias Gibson da Greco com headstock estilo livro aberto iniciando de cerca de 1988 não possuiam número de série. As Greco modelo Les Paul e SG de baixo custo sem número de série foram feitas pela Cor-Tek (Cort), e comumente possuem potenciômetros Cor-Tek (Cort). As guitarras Greco feitas pela Cor-Tek possuem nuts em formato quadrado, sem inclinação, e também costumam ter tinta condutiva dentro das cavidades dos captadores e controles. Outros modelos de Greco Les Paul e SG com preço mais alto sem número de série foram feitos pela Tōkai, e os modelos Les Paul possuem o número do modelo EG-75 ou EGC-75 estampado na cavidade do captador, e às vezes frisos sobre os trastes. As guitarras Greco sem número de série feitas pela Tokai possuem roteamento interno quadrado no fundo das cavidades dos captadores, onde as guitarras Greco sem número de série feitas pela Cor-Tek (Cort) possuem roteamentos retangulares mais finos no fndo das cavidades dos captadores. A Kanda Shokai parou de utilizar o design de headstock estilo livro aberto nos modelos Greco cópias da Gibson aproximadamente no começo dos anos 90, e então se concentrou nas suas outras linhas e na Fender Japan. A Atlansia forneceu partes de corpos e braços para os modelos Greco também. A Tokai atualmente fabrica os modelos Zemaitis e Talbo para a Kanda Shokai.

## Captadores

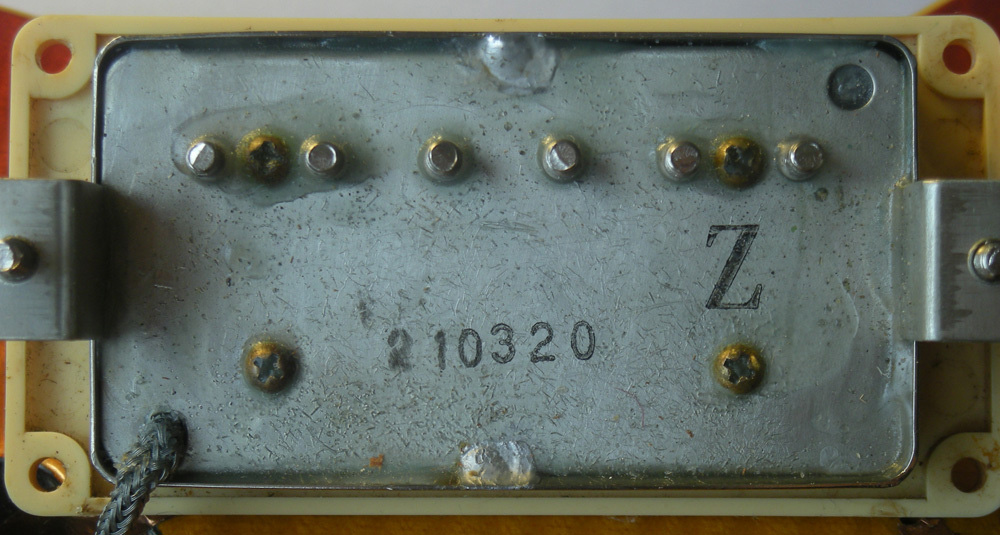
Um Greco/Maxon Dry Z

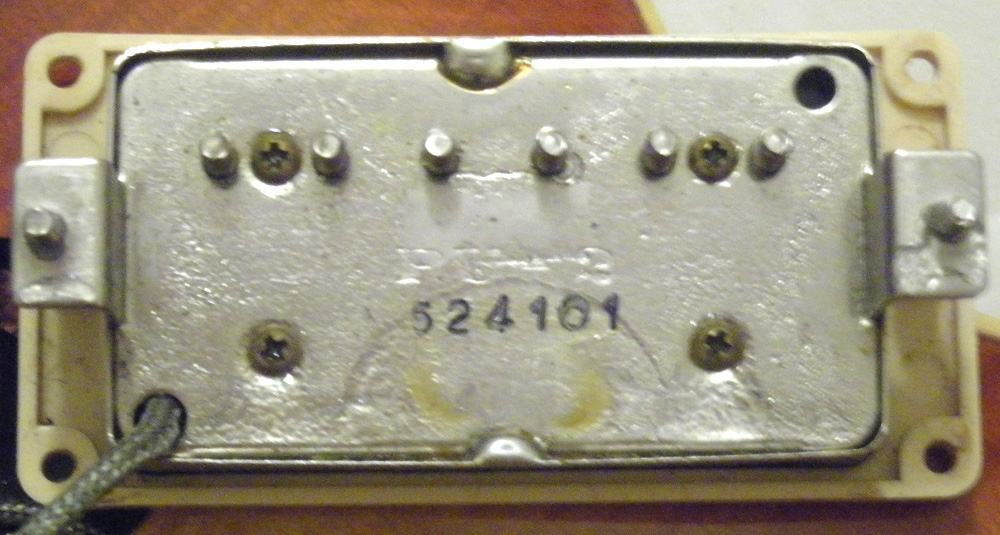
Um Greco/Maxon PU-2

Exemplo de modelos e captadores Greco Super Real 1980 feitos pela Nisshin Onpa (Maxon).
Preços dos captadores.
- DRY 20000 Ienes
- PU-2 15000 Ienes
- U-2000 12000 Ienes
- U-1000 10000 Ienes

Modelos e captadores.
- EGF1800 DRY
- EGF1200 DRY
- EGF1000 PAF
- EG1000C DRY
- EG900 PAF
- EGF850 PU-2
- EG800GS HOT LICK
- EG800C PU-2
- EG800PB U-2000
- EG800PR U-2000
- EG800 PU-2
- EG700 U-2000
- EG600PB U-1000
- EG600PR U-1000
- EG500 U-1000
- EG500C UD
- EF500J U-1000
- EG500GS UD-DX
- EG480 UD
- EG450 UD

Exemplo de modelos e captadores Greco Mint Collection 1984 feitos pela Fuji-Gen Gakki.
Preços dos captadores.
- DRY 1982 20000 Ienes
- DOUBLE TRICK 18000 Ienes
- THE GROOVE 16000 Ienes
- SCREAMIN 14000 Ienes

Modelos e captadores.
- EG58-120 DRY
- EG59-70 DOUBLE TRICK
- EG56-60 HOT LICK
- EG59-50 SCREAMIN
- EG59-45 SCREAMIN
- EJR54-50 HOT LICK
- SS63-70 DOUBLE TRICK
- SS63-50 HOT LICK
- EG59-65 SCREAMIN
- JP-55 SCREAMIN
- EGC95K DRY
- EGC68-50 SCREAMIN
- JS-98K DRY
- JS-65 DRY
- JS-55 SCREAMIN
- RR-95K DRY
- RR-65 DRY
- RR-55 SCREAMIN
- EGC58-100 GROOVE - apenas no primeiro ano, depois DRY 1982
- EGC68-80 DOUBLE TRICK
- EGC57-60 SCREAMIN
- PC-98K DRY

O formato do número de série dos captadores Greco e Ibanez Nisshin Onpa (Maxon) consiste em 5 números até 1977, inclusive.
Captadores Ibanez Super 70 possuem o mesmo formato de número de série.
- Primeiro número = Nisshin Onpa (Maxon) código do captador (1, 2, etc.)
- Segundo número = Ano (7=1977)
- Terceiro número = Mês (0=Jan... 9=Out então .=Nov, X=Dez)
- Quarto e Quinto números = Dia do mês (01-31)

O formato do número de série dos captadores Greco e Ibanez Nisshin Onpa (Maxon) consiste em 6 números de 1977 a 1982.
- Primeiro número = Nisshin Onpa (Maxon) código do captador (1, 2, etc., 8)
- Segundo número = Ano (9=1979)
- Terceiro e Quarto números = Mês (01=Jan... 12=Dez)
- Quinto e Sexto números = Dia do mês (01-31)

Também há captadores Nisshin Onpa (Maxon) do começo dos anos 80 que possuem números de série que começam com um 5, e esses números de série seguem um formato reverso.
- Primeiro número = Nisshin Onpa (Maxon) código do captador (5)
- Segundo e Terceiro números = Dia do mês (01-31)
- Quarto e Quinto números = Mês (01=Jan... 12=Dez)
- Sexto número = Ano (1=1981)